# Menno Simons
Menno Simons (1496 – 1561. január 31.) holland katolikus pap, majd anabaptista vallási vezető. Követői mennonitákként ismertek.

## Élete
Menno Simons katolikus pap volt, 1536 elején lépett át az anabaptistákhoz, és ki is zárták a katolikus papok közül. Jan Matthys  irányzatát, amely Isten országát fegyveres kézzel akarta felállítani a Földön, a leghatározottabban kárhoztatta, s a Biblia békés, tiszta erkölcsi szellemének megvalósítását tartotta a feladatának. 
A münsteri események után az anabaptistákat még nagyobb hevességgel kezdték üldözni. A szétszórt maradék Menno Simons személyében kapott támogatást, akiket ő Frízföldön (Németalföld) 1537-ben szigorú egyházi fegyelemmel gyülekezetté egyesített.  Az újjászervezett közösséget mennonitáknak kezdték nevezni.
1535-ben testvére, Pieter is az anabaptisták egy csoportja közé tartozott, akit a frízföldi Bolsward közelében öltek meg, mert részt vett a Oldeklooster (vagy Bloemkamp-apátság ) néven ismert katolikus kolostor erőszakos elfoglalásában.
1536-ban házasodott meg, felesége: Gertrude, akitől legalább három gyermeke, két lánya és egy fia született.
1540 előtt David Joris  volt a legbefolyásosabb anabaptista vezető Németalföldön, de 1544-re már többnyire a mennonita kifejezést használták, ha a holland anabaptistákra hivatkoztak.
Menno Simons-t 1543-ban törvényen kívülinek, számkivetettnek nyilvánították és díjat tűztek ki a fejére. Kénytelen volt elhagyni Németalföldet és sokáig bujdosott. A Holstein Hercegségben, Fresenburgban (mai Bad Oldesloe), Alefeld grófnál talált menedéket, aki megvédte őt. Itt nemsokára még könyvnyomtatásra is lehetősége nyílt, így szabadon kiadhatta az írásait, amelyek azután széles körben elterjedtek. 
1561-ben halt meg és a kertjében temették el.

## Fordítás
- Ez a szócikk részben vagy egészben  a   Menno Simons című angol Wikipédia-szócikk fordításán alapul.  Az eredeti cikk szerkesztőit annak laptörténete sorolja fel. Ez a jelzés csupán a megfogalmazás eredetét és a szerzői jogokat jelzi, nem szolgál a cikkben szereplő információk forrásmegjelöléseként.